# FREMO
Freundeskreis Europäischer Modellbahner eller blot FREMO er en europæisk standard for modeljernbane og forening for samme.

## Historie og udbredelse
Foreningen blev stiftet i 1981 og har i 2014 cirka 1700 medlemmer i 15 europæiske lande. 

## Formål
Formålet står i vedtægterne i § 3: «Zweck des Vereins ist es, das Modellbahnerhobby, insbesondere dessen kreativitäts- und aktivitätsbezogenen Aspekt sowie den persönlichen Kontakt unter den Modellbahnern auf überregionaler und internationaler Ebene zu fördern.»[1] dvs. at foreningen vil bidrage til personlig kontakt over grænserne med hensyn til modeljernbanefolk som lægger vægt på kreativitet og aktivitet. Foreningen henvender sig derfor ikke til den brede del af modeljernbanefolket, men til de enkelte som især lægger vægt på udvikling af hobbyens kreative aspekter når det gælder modellering af virkeligheden i miniature. Man lægger også vægt på at gengive en realistisk kørsel af driften, i tråd med de respektive landes forbilleder.

## FREMO-træf
Regionale grupper og enkelte personer arrangerer såkaldte FREMO-Træf. Disse FREMO-Træf foregår så vidt muligt i mellemstore sportshaller eller lignende steder hvor gulvet er jævnt. Til disse FREMO-Træf medbringer hvert medlem moduler bygget efter en fælles standardnorm. På forhånd er der lavet en arrangementsplan, som modulerne opstilles efter.
Deltager flere lande i et træf, laves der som regel et grænseoverskridende anlæg. 
Et træf varer normalt 3-4 dage, og løber som regel over en weekend.

## FREMO Styring
I FREMO køres DCC digital. Dette betyder at alle lokomotiver og togsæt er udstyret med en digitaldekodere. For at sikre kørslen har alle lokomotiver og togsæt deres eget individuelle nummer. Dette nummer gælder kun for dette lokomotiv/togsæt. Ligeledes er der til hvert enkelt lokomotiv/togsæt kodet en FREMO håndkontrol som kun kan styre det enkelte lokomotiv/togsæt.

## FREMO Drift
Når modulerne er opstillet og driftsklar, går FREMO driften i gang . Denne  foregår med stationspersonale, rangister og lokofører. På forhånd er der lavet en køreplan der løber over 2-3 timers varighed. Derpå begyndes forfra på planen. Typisk kan der afvikles 6-7 kørsler pr træf.
For at dette kan lade sig gøre, benyttes ure der går op til 6 gange hurtigere end normalt. Den normale tidsfaktor er 5 gange hurtigere.
I FREMO driften  indgår at alle godsvogne kører med  vognkort, hvorpå der sidder en indstikslomme til fragtkort. Dette fragtkort indeholder data om vognens udgangspunkt og ankomststed. Det er herefter stationspersonalet der sørger for ekspedition af disse fragter mellem de enkelte stationer.
Disse fragter er aftalt på forhånd inden FREMO Driften påbegyndes.
De enkelte tog køres af lokofører som følger toget på hele ruten. På ruten skal lokoføren sørge for at overholde tider, hastighed og signaler.
Der er mellem alle stationer oprettet telefonforbindelse; således ringer man til den efterfølgende station inden afsendelse af et tog.

## Modulnormer
FREMO Moduler bygges efter en af de fælles standardnormer. Disse fælles standarder sikrer at alle moduler kan sammensættes vilkårligt i større eller mindre anlæg. Der findes rigtig mange forskellige endeprofiler i forskellige skalaer til disse "FREMOduler". Dette er med til at sikre at landskabet varierer på de enkelte strækninger.
Den mest udbredte standard er H0, som har flere forskellige endemoduler, f.eks. enkeltsporet og dobbeltsporet hoved- eller stats-bane, privatbane (enkeltspor) samt to forskellige smalspor-endemoduler (H0e og H0m)
Et lige enkeltsporet-standard modul har bredden 50 cm, mens længde er valgfri omend det hyppigste af 100 cm. Der bygges både større og mindre moduler end denne størrelse. 
Kurvemoduler opbygges på hovedstrækninger efter nogle radius mål som har minimum anbefalingen på 200 cm. Denne anbefaling gør at kurvene ser store og naturlige ud. Hvad der laves af landskab er helt op til den enkelte. Tidsperioden for eksempelvis H0-Gruppen er i 60´erne og tidlig efterår.
Anbefaling for sporkvalitet er Tillig. Disse spor har en flot opbygning og sporskifterne er ligeledes flotte og meget lig de originale.

## FREMO i Danmark
Det første H0-Europa epoke III FREMO Træf i Danmark blev afholdt i 2005 i Kolding.
I Danmark er der cirka 100 medlemmer af FREMO.
Disse Danske FREMO medlemmer er opdelt i 4 hovedgrupper: H0-Europa, H0-FREMOdern, N-Europa og H0-USA.
H0-Europa kører typisk epoke III-IVa, som resten af H0-Europa grupperne i FREMO.
H0-FREMOdern kører fra epoke IVb og fremefter til nutid.
Det første FREMOdern træf i Danmark blev afholdt i 2014.